# Existentiestelling
In de wiskunde is een existentiestelling een stelling, die zegt dat er een waarde is waarvoor een gegeven uitspraak geldig is.
Bijvoorbeeld te zeggen dat niet alle functies een primitieve functie hebben, betekent dat er een functie moet zijn, die geen primitieve heeft. Een dergelijke functie is er: {\displaystyle f(x)=e^{x^{2}}}.
In de meer formele symbolische logica, is een existentiestelling een stelling waar de existentiële kwantor bij is betrokken. Veel stellingen doen dit niet expliciet in standaard wiskundige taal. Dit geldt bijvoorbeeld voor de stelling dat de sinusfunctie continu is.
Een controverse die teruggaat tot het begin van de twintigste eeuw betreft de kwestie van de pure existentiestellingen. Vanuit een constructivistisch standpunt verliest de wiskunde zijn concrete toepasbaarheid door existentiestellingen toe te laten, de constructieve wiskunde interesseert zich alleen in bewijs door constructie. Het tegengestelde standpunt stelt dat men met behulp van abstracte methoden veel verder reikende resultaten kan bereiken dan met numerieke analyse mogelijk is.